# Nazionale maschile di calcio a 5 del Tagikistan
La nazionale di calcio a 5 del Tagikistan è, in senso generale, una qualsiasi delle selezioni nazionali di Calcio a 5 della Federazione calcistica del Tagikistan che rappresentano il Tagikistan nelle varie competizioni ufficiali o amichevoli riservate a squadre nazionali.
La nazionale tagika non ha una particolare storia alle spalle: tra le selezioni centroasiatiche è, assieme al Turkmenistan, tra quelle che si sono affacciate per ultime sulla ribalta internazionale, infatti solo nel 2001 ha fatto la sua prima comparsa all'AFC Futsal Championship, uscendo subito al primo turno. Successivamente il Tagikistan non presenta la propria selezione sino all'edizione 2005, saltando così anche la possibilità di provare la qualificazione al mondiale 2004. Al ritorno alle competizioni i tagiki comunque non hanno sfigurato, uscendo al primo turno nel 2005 poi giungendo secondi dietro al Giappone campione nel 2006. Al AFC Futsal Championship 2007 il Tagikistan per la prima volta supera lo scoglio del primo turno guadagnando i quarti, battuti per 3-1 dall'Uzbekistan. Nell'edizione 2008 che portava alla qualificazione al FIFA Futsal World Championship, il Tagikistan delude uscendo al primo turno dopo le pesanti sconfitte con Iran e Cina.

## Risultati nelle competizioni internazionali

### FIFA Futsal World Championship
- 1989 - Non presente
- 1992 - Non presente
- 1996 - Non presente
- 2000 - Non presente
- 2004 - Non presente
- 2008 - Non qualificata
- 2012 - Non qualificata
- 2016 - Non qualificata
- 2021 - Non qualificata
- 2024 - Primo turno

### AFC Futsal Championship
- 1999 - Non presente
- 2000 - Non presente
- 2001 - Primo turno
- 2002 - Non presente
- 2003 - Non presente
- 2004 - Non presente
- 2005 - Primo turno
- 2006 - Primo turno
- 2007 - Quarti di finale
- 2008 - Primo turno
- 2010 - Primo turno
- 2012 - Primo turno
- 2014 - Primo turno
- 2016 - Primo turno
- 2018 - Primo turno
- 2022 - Quarti di finale
- 2024 - Quarto posto